# Доян-Сурувка, Эдвард
Эдвард Доян-Сурувка (пол. Edward Dojan-Surówka) — польский военачальник, полковник пехоты Войска Польского.

## Биография
Во время первой мировой войны служил в звании подпоручика в I бригаде Польских легионов. 1 ноября 1916 повышен до звания поручика. Летом 1917 года призван в армию Австро-Венгрии. В 1919 году вступил в 5-ю дивизию польских стрелков под командованием полковника Казимира Румши, где возглавил штурмовой батальон. Участвовал в арьергардных боях дивизии против большевиков на станциях Тутальская и Тайга. В январе 1920 года, после капитуляции дивизии на станции Клюквенная попал в плен к большевикам, из которого сбежал и вернулся в Польшу 27 июня 1920.
После возвращения в Польшу, принял участие в советско-польской войне будучи командиром 201-го пехотного полка добровольческой дивизии. В 1921 году назначен командиром 15-го пехотного полка «Волков». 10 июля 1922 назначен заместителем командира в 45-м стрелковом полку города Ровно. 31 марта 1924 года повышен до звания подполковник. 21 августа 1926 года назначен командиром 21-го пехотного полка «Дети Варшавы» города Варшава. 1 января 1929 года повышен до звания полковник. В декабре 1934 года назначен на должность заместителя командира 2-й пехотной дивизии легионов, с апреля 1938 стал командиром дивизии. Командуя 2-й пехотной дивизией легионов принял участие в Сентябрьской кампании.
После второй мировой войны остался в эмиграции в Великобритании. Умер 6 ноября 1982 и похоронен на кладбище в городе Лампитер.

## Награды
- Серебряный крест ордена Virtuti militari. 17 мая 1922 года.[10]
- Крест Независимости с мечами. 7 июля 1931 года «за работу в деле восстановления независимости».[11]
- Офицерский крест ордена Возрождения Польши.
- Крест Храбрых (четырежды).[12]
- Золотой Крест Заслуги. 16 марта 1928 года «за заслуги в области организации и обучения армии».[13]
- Серебряный Крест Заслуги.
- Крест Заслуги войск Срединной Литвы.
- Медаль «Участнику войны. 1918—1921».
- Медаль «10-летие обретения независимости».